# Suore di San Filippo Neri
Le Suore di San Filippo Neri sono un istituto religioso femminile di diritto pontificio.

## Storia
La congregazione fu fondata a Firenze da Angiola Gambi. Ella aprì una scuola privata per fanciulle presso la casa paterna, poi trasferita in una nuova sede presso la basilica della Santissima Annunziata, e il 2 febbraio 1794 istituì una comunità di oblate per l'insegnamento.
L'oratoriano Ferdinando Fattoracci, direttore spirituale delle oblate, diede alla comunità una propria fisionomia spirituale e apostolica e ne è considerato il cofondatore.
Ferdinando Minucci, arcivescovo di Firenze, nel 1840 concesse alla congregazione un primo riconoscimento ufficiale, confermato nel 1879 dal suo successore, Eugenio Cecconi, che ne approvò la regola. L'approvazione definitiva della Santa Sede giunse il 27 luglio 1959.

## Attività e diffusione
Le suore si dedicano a opere educative e assistenziali.
L'istituto è presente in varie località italiane; la sede generalizia è in via Giuseppe Giusti a Firenze.
Alla fine del 2011 la congregazione contava 80 religiose in 13 case.